# Eleições legislativas portuguesas de 2009 no distrito de Santarém
| Eleições legislativas portuguesas de 2009 Distritos: Aveiro \| Beja \| Braga \| Bragança \| Castelo Branco \| Coimbra \| Évora \| Faro \| Guarda \| Leiria \| Lisboa \| Portalegre \| Porto \| Santarém \| Setúbal \| Viana do Castelo \| Vila Real \| Viseu \| Açores \| Madeira \| Estrangeiro |

## Resultados por Concelho
Os resultados nos concelhos do Distrito de Santarém foram os seguintes:

### Abrantes
| Partido                 | Partido                        | Votos  | %               | +/-   |
| ----------------------- | ------------------------------ | ------ | --------------- | ----- |
|                         | Partido Socialista             | 8 814  | 39,01 / 100,00  | 15,31 |
|                         | Partido Social Democrata       | 5 051  | 22,36 / 100,00  | 2,18  |
|                         | Bloco de Esquerda              | 3 118  | 13,80 / 100,00  | 6,28  |
|                         | CDS – Partido Popular          | 2 189  | 9,69 / 100,00   | 4,34  |
|                         | Coligação Democrática Unitária | 1 865  | 8,25 / 100,00   | 1,11  |
|                         | PCTP/MRPP                      | 360    | 1,59 / 100,00   | 0,42  |
|                         | Outros                         | 485    | 2,14 / 100,00   |       |
| Votos Inválidos         | Votos Inválidos                | 711    | 3,15 / 100,00   | 0,29  |
| Total                   | Total                          | 22 593 | 100,00 / 100,00 |       |
| Eleitorado/Participação | Eleitorado/Participação        | 36 842 | 61,32 / 100,00  | 2,97  |

| Freguesia               | %     | %     | %     | %     | %     | %    | Votantes |
| Freguesia               | PS    | PSD   | BE    | CDS   | CDU   | PCTP | Votantes |
| ----------------------- | ----- | ----- | ----- | ----- | ----- | ---- | -------- |
| Abrantes (São João)     | 34,41 | 26,92 | 12,55 | 13,36 | 6,58  | 1,62 | 988      |
| Abrantes (São Vicente)  | 33,17 | 25,44 | 15,29 | 12,61 | 6,41  | 1,23 | 5 676    |
| Aldeia do Mato          | 17,63 | 68,21 | 2,89  | 6,36  | 1,16  | 0    | 346      |
| Alferrarede             | 36,43 | 24,00 | 13,02 | 12,84 | 6,76  | 1,41 | 2 204    |
| Alvega                  | 50,22 | 18,22 | 7,92  | 8,79  | 9,33  | 1,52 | 922      |
| Bemposta                | 46,98 | 17,53 | 11,05 | 7,34  | 9,33  | 2,16 | 1 158    |
| Carvalhal               | 35,81 | 32,88 | 8,02  | 10,57 | 4,11  | 0,39 | 511      |
| Concavada               | 59,40 | 8,99  | 8,99  | 11,17 | 6,27  | 0,54 | 367      |
| Fontes                  | 42,23 | 30,86 | 3,25  | 12,76 | 2,09  | 1,39 | 431      |
| Martinchel              | 36,56 | 30,99 | 11,14 | 11,62 | 1,69  | 1,69 | 413      |
| Mouriscas               | 31,68 | 24,39 | 12,33 | 8,91  | 13,59 | 2,52 | 1 111    |
| Pego                    | 45,03 | 12,44 | 18,25 | 5,67  | 11,41 | 2,28 | 1 359    |
| Rio de Moinhos          | 38,03 | 20,93 | 11,08 | 12,59 | 9,17  | 2,05 | 731      |
| Rossio ao Sul do Tejo   | 46,27 | 17,88 | 13,93 | 7,848 | 8,14  | 1,22 | 1 314    |
| São Facundo             | 49,78 | 12,78 | 18,72 | 3,12  | 10,25 | 2,23 | 673      |
| São Miguel do Rio Torto | 40,81 | 18,89 | 15,34 | 6,96  | 10,51 | 2,19 | 1 551    |
| Souto                   | 27,89 | 41,97 | 5,63  | 13,52 | 1,97  | 0,56 | 355      |
| Tramagal                | 41,56 | 17,11 | 19,08 | 5,80  | 11,41 | 1,73 | 2 086    |
| Vale das Mós            | 50,88 | 7,56  | 13,85 | 2,77  | 18,14 | 2,52 | 397      |
| Abrantes                | 39,01 | 22,36 | 13,80 | 9,69  | 8,25  | 1,59 | 22 593   |

### Alcanena
| Partido                 | Partido                        | Votos  | %               | +/-  |
| ----------------------- | ------------------------------ | ------ | --------------- | ---- |
|                         | Partido Socialista             | 2 738  | 32,74 / 100,00  | 8,51 |
|                         | Partido Social Democrata       | 2 411  | 28,83 / 100,00  | 0,80 |
|                         | CDS – Partido Popular          | 975    | 11,66 / 100,00  | 3,22 |
|                         | Bloco de Esquerda              | 929    | 11,11 / 100,00  | 4,89 |
|                         | Coligação Democrática Unitária | 736    | 8,80 / 100,00   | 0,10 |
|                         | PCTP/MRPP                      | 128    | 1,53 / 100,00   | 0,34 |
|                         | Outros                         | 170    | 2,04 / 100,00   |      |
| Votos Inválidos         | Votos Inválidos                | 275    | 3,29 / 100,00   | 0,21 |
| Total                   | Total                          | 8 362  | 100,00 / 100,00 |      |
| Eleitorado/Participação | Eleitorado/Participação        | 13 061 | 64,02 / 100,00  | 3,10 |

| Freguesia              | %     | %     | %     | %     | %     | %    | Votantes |
| Freguesia              | PS    | PSD   | CDS   | BE    | CDU   | PCTP | Votantes |
| ---------------------- | ----- | ----- | ----- | ----- | ----- | ---- | -------- |
| Alcanena               | 31,68 | 25,33 | 11,99 | 12,88 | 11,31 | 2,08 | 2 361    |
| Bugalhos               | 44,80 | 19,42 | 6,30  | 10,56 | 9,37  | 2,21 | 587      |
| Espinheiro             | 43,80 | 22,78 | 3,29  | 10,13 | 13,67 | 1,01 | 395      |
| Louriceira             | 38,42 | 19,21 | 6,78  | 12,15 | 15,54 | 0,85 | 354      |
| Malhou                 | 41,80 | 17,00 | 8,80  | 17,00 | 9,00  | 2,20 | 500      |
| Minde                  | 22,83 | 38,59 | 16,50 | 10,13 | 5,83  | 0,94 | 2 024    |
| Moitas Venda           | 23,36 | 43,43 | 14,53 | 7,61  | 2,08  | 0,87 | 578      |
| Monsanto               | 39,33 | 20,78 | 9,09  | 12,62 | 12,99 | 1,67 | 539      |
| Serra de Santo António | 31,28 | 44,89 | 13,83 | 3,40  | 1,06  | 0,85 | 470      |
| Vila Moreira           | 45,67 | 18,23 | 7,58  | 11,19 | 9,93  | 1,99 | 554      |
| Alcanena               | 32,74 | 28,83 | 11,66 | 11,11 | 8,80  | 1,53 | 8 362    |

### Almeirim
| Partido                 | Partido                        | Votos  | %               | +/-   |
| ----------------------- | ------------------------------ | ------ | --------------- | ----- |
|                         | Partido Socialista             | 4 389  | 38,85 / 100,00  | 17,96 |
|                         | Partido Social Democrata       | 2 265  | 20,05 / 100,00  | 1,85  |
|                         | Bloco de Esquerda              | 1 377  | 12,19 / 100,00  | 6,79  |
|                         | Coligação Democrática Unitária | 1 307  | 11,57 / 100,00  | 1,28  |
|                         | CDS – Partido Popular          | 1 246  | 11,03 / 100,00  | 6,46  |
|                         | PCTP/MRPP                      | 189    | 1,67 / 100,00   | 0,68  |
|                         | Outros                         | 222    | 1,96 / 100,00   |       |
| Votos Inválidos         | Votos Inválidos                | 301    | 2,67 / 100,00   | 0,06  |
| Total                   | Total                          | 11 296 | 100,00 / 100,00 |       |
| Eleitorado/Participação | Eleitorado/Participação        | 19 742 | 57,22 / 100,00  | 5,91  |

| Freguesia            | %     | %     | %     | %     | %     | %    | Votantes |
| Freguesia            | PS    | PSD   | BE    | CDU   | CDS   | PCTP | Votantes |
| -------------------- | ----- | ----- | ----- | ----- | ----- | ---- | -------- |
| Almeirim             | 33,86 | 24,17 | 13,42 | 10,37 | 11,91 | 1,52 | 6 170    |
| Benfica do Ribatejo  | 48,44 | 9,52  | 9,40  | 18,73 | 8,76  | 1,97 | 1 575    |
| Fazendas de Almeirim | 42,61 | 17,91 | 11,56 | 10,39 | 10,96 | 1,77 | 3 166    |
| Raposa               | 48,83 | 14,81 | 9,09  | 11,17 | 6,75  | 2,08 | 385      |
| Almeirim             | 38,85 | 20,05 | 12,19 | 11,57 | 11,03 | 1,67 | 11 296   |

### Alpiarça
| Partido                 | Partido                        | Votos | %               | +/-   |
| ----------------------- | ------------------------------ | ----- | --------------- | ----- |
|                         | Coligação Democrática Unitária | 1 540 | 36,51 / 100,00  | 4,70  |
|                         | Partido Socialista             | 1 285 | 30,46 / 100,00  | 17,03 |
|                         | Partido Social Democrata       | 455   | 10,79 / 100,00  | 2,06  |
|                         | Bloco de Esquerda              | 407   | 9,65 / 100,00   | 5,02  |
|                         | CDS – Partido Popular          | 244   | 5,78 / 100,00   | 2,52  |
|                         | PCTP/MRPP                      | 87    | 2,06 / 100,00   | 0,86  |
|                         | Outros                         | 58    | 1,36 / 100,00   |       |
| Votos Inválidos         | Votos Inválidos                | 142   | 3,36 / 100,00   | 1,14  |
| Total                   | Total                          | 4 218 | 100,00 / 100,00 |       |
| Eleitorado/Participação | Eleitorado/Participação        | 6 592 | 63,99 / 100,00  | 5,09  |

| Freguesia | %     | %     | %     | %    | %    | %    | Votantes |
| Freguesia | CDU   | PS    | PSD   | BE   | CDS  | PCTP | Votantes |
| --------- | ----- | ----- | ----- | ---- | ---- | ---- | -------- |
| Alpiarça  | 36,51 | 30,46 | 10,79 | 9,65 | 5,78 | 2,06 | 4 218    |
| Alpiarça  | 36,51 | 30,46 | 10,79 | 9,65 | 5,78 | 2,06 | 4 218    |

### Benavente
| Partido                 | Partido                        | Votos  | %               | +/-   |
| ----------------------- | ------------------------------ | ------ | --------------- | ----- |
|                         | Partido Socialista             | 3 800  | 32,29 / 100,00  | 12,02 |
|                         | Partido Social Democrata       | 2 290  | 19,46 / 100,00  | 1,27  |
|                         | Coligação Democrática Unitária | 2 038  | 17,32 / 100,00  | 0,56  |
|                         | Bloco de Esquerda              | 1 476  | 12,54 / 100,00  | 4,43  |
|                         | CDS – Partido Popular          | 1 253  | 10,65 / 100,00  | 4,75  |
|                         | PCTP/MRPP                      | 261    | 2,22 / 100,00   | 0,66  |
|                         | Outros                         | 280    | 2,38 / 100,00   |       |
| Votos Inválidos         | Votos Inválidos                | 370    | 3,14 / 100,00   | 0,32  |
| Total                   | Total                          | 11 768 | 100,00 / 100,00 |       |
| Eleitorado/Participação | Eleitorado/Participação        | 21 210 | 55,48 / 100,00  | 5,09  |

| Freguesia      | %     | %     | %     | %     | %     | %    | Votantes |
| Freguesia      | PS    | PSD   | CDU   | BE    | CDS   | PCTP | Votantes |
| -------------- | ----- | ----- | ----- | ----- | ----- | ---- | -------- |
| Barrosa        | 46,59 | 5,97  | 25,57 | 14,49 | 2,84  | 2,56 | 352      |
| Benavente      | 30,12 | 20,57 | 19,23 | 11,84 | 10,43 | 2,34 | 3 894    |
| Samora Correia | 32,96 | 18,65 | 15,94 | 13,25 | 11,28 | 2,07 | 6 674    |
| Santo Estêvão  | 31,01 | 26,30 | 15,92 | 9,43  | 9,91  | 2,71 | 848      |
| Benavente      | 32,29 | 19,46 | 17,32 | 12,54 | 10,65 | 2,22 | 11 768   |

### Cartaxo
| Partido                 | Partido                        | Votos  | %               | +/-   |
| ----------------------- | ------------------------------ | ------ | --------------- | ----- |
|                         | Partido Socialista             | 4 814  | 38,47 / 100,00  | 14,62 |
|                         | Partido Social Democrata       | 2 600  | 20,78 / 100,00  | 2,02  |
|                         | Bloco de Esquerda              | 1 684  | 13,46 / 100,00  | 5,68  |
|                         | Coligação Democrática Unitária | 1 270  | 10,15 / 100,00  | 0,37  |
|                         | CDS – Partido Popular          | 1 210  | 9,67 / 100,00   | 4,55  |
|                         | PCTP/MRPP                      | 185    | 1,48 / 100,00   | 0,56  |
|                         | Outros                         | 296    | 2,37 / 100,00   |       |
| Votos Inválidos         | Votos Inválidos                | 454    | 3,62 / 100,00   | 0,43  |
| Total                   | Total                          | 12 513 | 100,00 / 100,00 |       |
| Eleitorado/Participação | Eleitorado/Participação        | 20 631 | 60,65 / 100,00  | 4,81  |

| Freguesia           | %     | %     | %     | %     | %     | %    | Votantes |
| Freguesia           | PS    | PSD   | BE    | CDU   | CDS   | PCTP | Votantes |
| ------------------- | ----- | ----- | ----- | ----- | ----- | ---- | -------- |
| Cartaxo             | 33,58 | 25,21 | 13,67 | 9,10  | 11,58 | 1,33 | 5 473    |
| Ereira              | 40,56 | 14,03 | 16,33 | 4,85  | 16,84 | 1,53 | 392      |
| Lapa                | 40,54 | 21,29 | 14,04 | 6,15  | 9,94  | 0,79 | 634      |
| Pontével            | 44,94 | 14,94 | 14,21 | 9,69  | 7,73  | 1,79 | 2 343    |
| Valada              | 43,67 | 15,88 | 8,32  | 18,90 | 5,86  | 2,27 | 529      |
| Vale da Pedra       | 39,66 | 18,47 | 11,96 | 15,32 | 9,34  | 1,15 | 953      |
| Vale da Pinta       | 39,40 | 21,63 | 13,32 | 8,88  | 8,74  | 1,58 | 698      |
| Vila Chã de Ourique | 41,78 | 18,04 | 13,35 | 8,85  | 8,85  | 1,68 | 1 491    |
| Cartaxo             | 38,47 | 20,78 | 13,46 | 10,15 | 9,67  | 1,48 | 12 513   |

### Chamusca
| Partido                 | Partido                        | Votos | %               | +/-   |
| ----------------------- | ------------------------------ | ----- | --------------- | ----- |
|                         | Partido Socialista             | 2 054 | 37,57 / 100,00  | 17,83 |
|                         | Coligação Democrática Unitária | 992   | 18,15 / 100,00  | 3,11  |
|                         | Partido Social Democrata       | 910   | 16,65 / 100,00  | 2,49  |
|                         | Bloco de Esquerda              | 641   | 11,72 / 100,00  | 6,61  |
|                         | CDS – Partido Popular          | 488   | 8,93 / 100,00   | 3,48  |
|                         | PCTP/MRPP                      | 119   | 2,18 / 100,00   | 0,58  |
|                         | Outros                         | 110   | 2,00 / 100,00   |       |
| Votos Inválidos         | Votos Inválidos                | 153   | 2,80 / 100,00   | 0,64  |
| Total                   | Total                          | 5 467 | 100,00 / 100,00 |       |
| Eleitorado/Participação | Eleitorado/Participação        | 9 506 | 57,51 / 100,00  | 5,85  |

| Freguesia       | %     | %     | %     | %     | %     | %    | Votantes |
| Freguesia       | PS    | CDU   | PSD   | BE    | CDS   | PCTP | Votantes |
| --------------- | ----- | ----- | ----- | ----- | ----- | ---- | -------- |
| Carregueira     | 39,39 | 14,30 | 12,05 | 16,28 | 9,17  | 3,24 | 1 112    |
| Chamusca        | 29,42 | 22,19 | 17,37 | 13,59 | 11,07 | 1,70 | 1 825    |
| Chouto          | 43,05 | 13,56 | 22,37 | 6,10  | 6,44  | 4,07 | 295      |
| Parreira        | 36,75 | 10,00 | 33,50 | 8,25  | 6,75  | 1,25 | 400      |
| Pinheiro Grande | 39,60 | 15,96 | 13,54 | 11,72 | 11,31 | 2,02 | 495      |
| Ulme            | 55,59 | 9,76  | 16,55 | 6,93  | 6,22  | 0,71 | 707      |
| Vale de Cavalos | 34,12 | 31,60 | 11,85 | 8,53  | 6,00  | 3,16 | 633      |
| Chamusca        | 37,57 | 18,15 | 16,65 | 11,72 | 8,93  | 2,18 | 5 467    |

### Constância
| Partido                 | Partido                        | Votos | %               | +/-   |
| ----------------------- | ------------------------------ | ----- | --------------- | ----- |
|                         | Partido Socialista             | 914   | 39,41 / 100,00  | 20,16 |
|                         | Partido Social Democrata       | 396   | 17,08 / 100,00  | 3,27  |
|                         | Coligação Democrática Unitária | 344   | 14,83 / 100,00  | 4,50  |
|                         | Bloco de Esquerda              | 289   | 12,46 / 100,00  | 5,73  |
|                         | CDS – Partido Popular          | 197   | 8,50 / 100,00   | 3,85  |
|                         | PCTP/MRPP                      | 43    | 1,85 / 100,00   | 0,63  |
|                         | Outros                         | 55    | 2,37 / 100,00   |       |
| Votos Inválidos         | Votos Inválidos                | 81    | 3,49 / 100,00   | 1,02  |
| Total                   | Total                          | 2 319 | 100,00 / 100,00 |       |
| Eleitorado/Participação | Eleitorado/Participação        | 3 479 | 66,66 / 100,00  | 2,60  |

| Freguesia                  | %     | %     | %     | %     | %     | %    | Votantes |
| Freguesia                  | PS    | PSD   | CDU   | BE    | CDS   | PCTP | Votantes |
| -------------------------- | ----- | ----- | ----- | ----- | ----- | ---- | -------- |
| Constância                 | 29,13 | 22,52 | 13,40 | 14,17 | 12,43 | 2,72 | 515      |
| Montalvo                   | 44,38 | 16,29 | 11,94 | 12,36 | 8,01  | 0,98 | 712      |
| Santa Margarida da Coutada | 41,03 | 15,02 | 17,40 | 11,72 | 6,96  | 2,01 | 1 092    |
| Constância                 | 39,41 | 17,08 | 14,83 | 12,46 | 8,50  | 1,85 | 2 319    |

### Coruche
| Partido                 | Partido                        | Votos  | %               | +/-   |
| ----------------------- | ------------------------------ | ------ | --------------- | ----- |
|                         | Partido Socialista             | 4 051  | 36,48 / 100,00  | 13,10 |
|                         | Coligação Democrática Unitária | 2 363  | 21,28 / 100,00  | 0,20  |
|                         | Partido Social Democrata       | 1 803  | 16,24 / 100,00  | 0,49  |
|                         | Bloco de Esquerda              | 1 209  | 10,89 / 100,00  | 6,16  |
|                         | CDS – Partido Popular          | 1 016  | 9,15 / 100,00   | 5,12  |
|                         | PCTP/MRPP                      | 193    | 1,74 / 100,00   | 0,65  |
|                         | Outros                         | 204    | 1,83 / 100,00   |       |
| Votos Inválidos         | Votos Inválidos                | 266    | 2,39 / 100,00   | 0,19  |
| Total                   | Total                          | 11 105 | 100,00 / 100,00 |       |
| Eleitorado/Participação | Eleitorado/Participação        | 18 751 | 59,22 / 100,00  | 2,71  |

| Freguesia            | %     | %     | %     | %     | %     | %    | Votantes |
| Freguesia            | PS    | CDU   | PSD   | BE    | CDS   | PCTP | Votantes |
| -------------------- | ----- | ----- | ----- | ----- | ----- | ---- | -------- |
| Biscainho            | 35,79 | 8,25  | 26,84 | 7,19  | 15,26 | 1,40 | 570      |
| Branca               | 43,52 | 15,53 | 19,80 | 6,97  | 7,33  | 2,44 | 818      |
| Coruche              | 35,10 | 14,32 | 20,22 | 13,57 | 11,43 | 1,16 | 4 664    |
| Couço                | 25,72 | 50,76 | 7,19  | 6,82  | 3,99  | 2,41 | 1 905    |
| Erra                 | 29,68 | 29,02 | 12,44 | 13,60 | 8,96  | 1,82 | 603      |
| Fajarda              | 45,83 | 15,93 | 11,16 | 12,46 | 7,91  | 2,06 | 923      |
| Santana do Mato      | 39,03 | 20,88 | 13,46 | 9,38  | 10,14 | 2,87 | 661      |
| São José da Lamarosa | 52,45 | 9,78  | 14,67 | 9,26  | 6,87  | 1,66 | 961      |
| Coruche              | 36,48 | 21,28 | 16,24 | 10,89 | 9,15  | 1,74 | 11 105   |

### Entroncamento
| Partido                 | Partido                        | Votos  | %               | +/-   |
| ----------------------- | ------------------------------ | ------ | --------------- | ----- |
|                         | Partido Socialista             | 3 333  | 30,98 / 100,00  | 16,40 |
|                         | Partido Social Democrata       | 2 477  | 23,02 / 100,00  | 2,16  |
|                         | Bloco de Esquerda              | 2 063  | 19,17 / 100,00  | 6,37  |
|                         | CDS – Partido Popular          | 1 351  | 12,56 / 100,00  | 4,85  |
|                         | Coligação Democrática Unitária | 814    | 7,57 / 100,00   | 0,50  |
|                         | PCTP/MRPP                      | 117    | 1,09 / 100,00   | 0,35  |
|                         | Outros                         | 228    | 2,11 / 100,00   |       |
| Votos Inválidos         | Votos Inválidos                | 377    | 3,50 / 100,00   | 0,23  |
| Total                   | Total                          | 10 760 | 100,00 / 100,00 |       |
| Eleitorado/Participação | Eleitorado/Participação        | 16 793 | 64,07 / 100,00  | 4,69  |

| Freguesia               | %     | %     | %     | %     | %    | %    | Votantes |
| Freguesia               | PS    | PSD   | BE    | CDS   | CDU  | PCTP | Votantes |
| ----------------------- | ----- | ----- | ----- | ----- | ---- | ---- | -------- |
| Nossa Senhora de Fátima | 28,97 | 23,73 | 19,60 | 14,09 | 6,81 | 1,00 | 5 899    |
| São João Baptista       | 33,41 | 22,16 | 18,66 | 10,70 | 8,48 | 1,19 | 4 861    |
| Entroncamento           | 30,98 | 23,02 | 19,17 | 12,56 | 7,57 | 1,09 | 10 760   |

### Ferreira do Zêzere
| Partido                 | Partido                        | Votos | %               | +/-  |
| ----------------------- | ------------------------------ | ----- | --------------- | ---- |
|                         | Partido Social Democrata       | 2 089 | 39,71 / 100,00  | 1,61 |
|                         | Partido Socialista             | 1 666 | 31,67 / 100,00  | 6,46 |
|                         | CDS – Partido Popular          | 642   | 12,20 / 100,00  | 3,63 |
|                         | Bloco de Esquerda              | 336   | 6,39 / 100,00   | 3,02 |
|                         | Coligação Democrática Unitária | 133   | 2,53 / 100,00   | 0,60 |
|                         | Outros                         | 153   | 2,91 / 100,00   |      |
| Votos Inválidos         | Votos Inválidos                | 242   | 4,60 / 100,00   | 0,45 |
| Total                   | Total                          | 5 261 | 100,00 / 100,00 |      |
| Eleitorado/Participação | Eleitorado/Participação        | 8 258 | 63,71 / 100,00  | 4,28 |

| Freguesia             | %     | %     | %     | %    | %    | Votantes |
| Freguesia             | PSD   | PS    | CDS   | BE   | CDU  | Votantes |
| --------------------- | ----- | ----- | ----- | ---- | ---- | -------- |
| Águas Belas           | 32,91 | 42,48 | 9,14  | 5,77 | 1,83 | 711      |
| Areias                | 51,61 | 20,82 | 12,29 | 5,76 | 2,21 | 903      |
| Beco                  | 46,44 | 27,58 | 11,39 | 4,09 | 2,31 | 562      |
| Chãos                 | 48,75 | 21,17 | 13,09 | 6,69 | 1,95 | 359      |
| Dornes                | 35,92 | 39,08 | 11,17 | 6,31 | 1,70 | 412      |
| Ferreira do Zêzere    | 29,32 | 34,20 | 14,86 | 8,81 | 4,01 | 1 272    |
| Igreja Nova do Sobral | 44,00 | 32,47 | 9,88  | 7,06 | 0,94 | 425      |
| Paio Mendes           | 36,94 | 37,58 | 12,42 | 4,14 | 2,87 | 314      |
| Pias                  | 42,57 | 30,69 | 12,87 | 4,95 | 2,97 | 303      |
| Ferreira do Zêzere    | 39,71 | 31,67 | 12,20 | 6,39 | 2,53 | 5 261    |

### Golegã
| Partido                 | Partido                        | Votos | %               | +/-   |
| ----------------------- | ------------------------------ | ----- | --------------- | ----- |
|                         | Partido Socialista             | 970   | 32,97 / 100,00  | 16,03 |
|                         | Partido Social Democrata       | 537   | 18,25 / 100,00  | 0,55  |
|                         | Coligação Democrática Unitária | 467   | 15,87 / 100,00  | 0,01  |
|                         | Bloco de Esquerda              | 392   | 13,32 / 100,00  | 7,30  |
|                         | CDS – Partido Popular          | 378   | 12,85 / 100,00  | 6,40  |
|                         | PCTP/MRPP                      | 62    | 2,11 / 100,00   | 0,53  |
|                         | Outros                         | 76    | 2,58 / 100,00   |       |
| Votos Inválidos         | Votos Inválidos                | 60    | 2,04 / 100,00   | 0,23  |
| Total                   | Total                          | 2 942 | 100,00 / 100,00 |       |
| Eleitorado/Participação | Eleitorado/Participação        | 4 767 | 61,72 / 100,00  | 2,21  |

| Freguesia | %     | %     | %     | %     | %     | %    | Votantes |
| Freguesia | PS    | PSD   | CDU   | BE    | CDS   | PCTP | Votantes |
| --------- | ----- | ----- | ----- | ----- | ----- | ---- | -------- |
| Azinhaga  | 33,91 | 13,71 | 26,57 | 12,74 | 7,02  | 2,70 | 926      |
| Golegã    | 32,54 | 20,34 | 10,96 | 13,59 | 15,53 | 1,84 | 2 016    |
| Golegã    | 32,97 | 18,25 | 15,87 | 13,32 | 12,85 | 2,11 | 2 942    |

### Mação
| Partido                 | Partido                        | Votos | %               | +/-  |
| ----------------------- | ------------------------------ | ----- | --------------- | ---- |
|                         | Partido Social Democrata       | 2 030 | 37,96 / 100,00  | 1,83 |
|                         | Partido Socialista             | 1 922 | 35,94 / 100,00  | 7,57 |
|                         | CDS – Partido Popular          | 440   | 8,23 / 100,00   | 0,54 |
|                         | Bloco de Esquerda              | 413   | 7,72 / 100,00   | 3,99 |
|                         | Coligação Democrática Unitária | 190   | 3,55 / 100,00   | 0,31 |
|                         | PCTP/MRPP                      | 55    | 1,03 / 100,00   | 0,51 |
|                         | Outros                         | 132   | 2,46 / 100,00   |      |
| Votos Inválidos         | Votos Inválidos                | 166   | 3,11 / 100,00   | 0,23 |
| Total                   | Total                          | 5 348 | 100,00 / 100,00 |      |
| Eleitorado/Participação | Eleitorado/Participação        | 7 482 | 71,48 / 100,00  | 0,55 |

| Freguesia  | %     | %     | %     | %     | %    | %    | Votantes |
| Freguesia  | PSD   | PS    | CDS   | BE    | CDU  | PCTP | Votantes |
| ---------- | ----- | ----- | ----- | ----- | ---- | ---- | -------- |
| Aboboreira | 38,57 | 37,62 | 8,57  | 4,52  | 2,14 | 1,67 | 420      |
| Amêndoa    | 44,99 | 32,29 | 8,91  | 7,13  | 1,34 | 0,22 | 449      |
| Cardigos   | 56,27 | 21,93 | 11,90 | 4,26  | 1,38 | 0,25 | 798      |
| Carvoeiro  | 42,53 | 39,83 | 4,56  | 4,56  | 1,66 | 0,62 | 482      |
| Envendos   | 34,62 | 38,87 | 8,52  | 6,32  | 3,30 | 1,10 | 728      |
| Mação      | 28,73 | 39,18 | 7,63  | 12,37 | 5,77 | 1,51 | 1 455    |
| Ortiga     | 30,60 | 42,65 | 6,02  | 8,92  | 5,06 | 0,96 | 415      |
| Penhascoso | 35,77 | 36,94 | 8,15  | 7,15  | 4,49 | 1,33 | 601      |
| Mação      | 37,96 | 35,94 | 8,23  | 7,72  | 3,55 | 1,03 | 5 348    |

### Ourém
| Partido                 | Partido                        | Votos  | %               | +/-  |
| ----------------------- | ------------------------------ | ------ | --------------- | ---- |
|                         | Partido Social Democrata       | 12 243 | 47,52 / 100,00  | 5,36 |
|                         | Partido Socialista             | 5 958  | 23,13 / 100,00  | 0,91 |
|                         | CDS – Partido Popular          | 4 024  | 15,62 / 100,00  | 2,80 |
|                         | Bloco de Esquerda              | 1 461  | 5,67 / 100,00   | 2,37 |
|                         | Coligação Democrática Unitária | 506    | 1,96 / 100,00   | 0,62 |
|                         | Outros                         | 651    | 2,54 / 100,00   |      |
| Votos Inválidos         | Votos Inválidos                | 919    | 3,57 / 100,00   | 0,35 |
| Total                   | Total                          | 25 762 | 100,00 / 100,00 |      |
| Eleitorado/Participação | Eleitorado/Participação        | 43 840 | 58,76 / 100,00  | 7,47 |

| Freguesia                       | %     | %     | %     | %    | %    | Votantes |
| Freguesia                       | PSD   | PS    | CDS   | BE   | CDU  | Votantes |
| ------------------------------- | ----- | ----- | ----- | ---- | ---- | -------- |
| Alburitel                       | 34,36 | 35,47 | 10,10 | 9,73 | 2,59 | 812      |
| Atouguia                        | 51,90 | 21,58 | 13,84 | 5,45 | 2,58 | 1 395    |
| Casal dos Bernardos             | 57,42 | 15,65 | 17,58 | 4,03 | 0,97 | 620      |
| Caxarias                        | 39,40 | 28,63 | 16,97 | 7,42 | 2,37 | 1 226    |
| Cercal                          | 54,37 | 15,21 | 19,06 | 3,50 | 0,52 | 572      |
| Espite                          | 47,78 | 20,48 | 17,46 | 5,71 | 0,79 | 630      |
| Fátima                          | 55,75 | 16,45 | 15,87 | 4,83 | 1,29 | 5 758    |
| Formigais                       | 56,81 | 21,79 | 9,34  | 3,89 | 1,17 | 257      |
| Freixianda                      | 56,17 | 18,00 | 15,27 | 3,48 | 1,43 | 1 467    |
| Gondemaria                      | 53,83 | 20,05 | 14,78 | 3,30 | 1,72 | 758      |
| Matas                           | 48,78 | 16,97 | 24,46 | 3,21 | 1,38 | 654      |
| Nossa Senhora da Piedade        | 35,31 | 34,03 | 14,37 | 7,62 | 3,07 | 3 585    |
| Nossa Senhora das Misericórdias | 45,99 | 22,31 | 15,44 | 6,05 | 2,58 | 2 792    |
| Olival                          | 42,27 | 25,56 | 16,55 | 6,14 | 1,01 | 1 287    |
| Ribeira do Fárrio               | 68,14 | 9,49  | 13,22 | 3,39 | 2,20 | 590      |
| Rio de Couros                   | 51,79 | 19,55 | 19,64 | 3,66 | 0,89 | 1 120    |
| Seiça                           | 31,88 | 40,05 | 12,30 | 7,20 | 3,24 | 1 236    |
| Urqueira                        | 41,08 | 23,23 | 16,95 | 7,78 | 2,79 | 1 003    |
| Ourém                           | 47,52 | 23,13 | 15,62 | 5,67 | 1,96 | 25 762   |

### Rio Maior
| Partido                 | Partido                        | Votos  | %               | +/-  |
| ----------------------- | ------------------------------ | ------ | --------------- | ---- |
|                         | Partido Social Democrata       | 4 084  | 35,21 / 100,00  | 1,19 |
|                         | Partido Socialista             | 3 687  | 31,79 / 100,00  | 8,57 |
|                         | CDS – Partido Popular          | 1 640  | 14,14 / 100,00  | 4,58 |
|                         | Bloco de Esquerda              | 965    | 8,32 / 100,00   | 3,84 |
|                         | Coligação Democrática Unitária | 494    | 4,26 / 100,00   | 0,93 |
|                         | Outros                         | 324    | 2,60 / 100,00   |      |
| Votos Inválidos         | Votos Inválidos                | 404    | 3,48 / 100,00   | 0,22 |
| Total                   | Total                          | 11 598 | 100,00 / 100,00 |      |
| Eleitorado/Participação | Eleitorado/Participação        | 18 404 | 63,02 / 100,00  | 1,79 |

| Freguesia            | %     | %     | %     | %     | %     | Votantes |
| Freguesia            | PSD   | PS    | CDS   | BE    | CDU   | Votantes |
| -------------------- | ----- | ----- | ----- | ----- | ----- | -------- |
| Alcobertas           | 47,58 | 18,33 | 20,08 | 5,25  | 1,50  | 1 200    |
| Arrouquelas          | 22,13 | 42,08 | 4,64  | 12,30 | 12,02 | 366      |
| Arruda dos Pisões    | 38,75 | 27,50 | 13,75 | 7,92  | 5,00  | 240      |
| Asseiceira           | 25,57 | 37,02 | 15,08 | 6,87  | 9,16  | 524      |
| Assentiz             | 22,30 | 46,69 | 7,67  | 12,20 | 5,23  | 287      |
| Azambujeira          | 36,50 | 38,40 | 7,22  | 5,70  | 4,18  | 263      |
| Fráguas              | 35,69 | 35,87 | 11,31 | 6,54  | 1,94  | 566      |
| Malaqueijo           | 34,63 | 39,93 | 10,25 | 6,36  | 3,53  | 283      |
| Marmeleira           | 23,49 | 34,88 | 9,61  | 8,19  | 16,01 | 281      |
| Outeiro da Cortiçada | 37,77 | 31,55 | 15,24 | 5,79  | 2,79  | 466      |
| Ribeira de São João  | 34,55 | 30,56 | 12,62 | 8,97  | 6,98  | 301      |
| Rio Maior            | 34,97 | 31,92 | 14,86 | 8,95  | 3,57  | 5 997    |
| São João da Ribeira  | 34,64 | 27,37 | 13,22 | 12,85 | 5,21  | 537      |
| São Sebastião        | 40,42 | 36,24 | 13,24 | 4,88  | 1,39  | 287      |
| Rio Maior            | 35,21 | 31,79 | 14,14 | 8,32  | 4,26  | 11 598   |

### Salvaterra de Magos
| Partido                 | Partido                        | Votos  | %               | +/-   |
| ----------------------- | ------------------------------ | ------ | --------------- | ----- |
|                         | Partido Socialista             | 3 842  | 38,37 / 100,00  | 16,08 |
|                         | Bloco de Esquerda              | 1 857  | 18,55 / 100,00  | 9,98  |
|                         | Partido Social Democrata       | 1 640  | 16,38 / 100,00  | 0,21  |
|                         | Coligação Democrática Unitária | 1 082  | 10,81 / 100,00  | 0,16  |
|                         | CDS – Partido Popular          | 852    | 8,51 / 100,00   | 3,79  |
|                         | PCTP/MRPP                      | 188    | 1,88 / 100,00   | 0,65  |
|                         | Outros                         | 225    | 2,25 / 100,00   |       |
| Votos Inválidos         | Votos Inválidos                | 327    | 3,27 / 100,00   | 0,63  |
| Total                   | Total                          | 10 013 | 100,00 / 100,00 |       |
| Eleitorado/Participação | Eleitorado/Participação        | 18 428 | 54,34 / 100,00  | 3,87  |

| Freguesia           | %     | %     | %     | %     | %     | %    | Votantes |
| Freguesia           | PS    | BE    | PSD   | CDU   | CDS   | PCTP | Votantes |
| ------------------- | ----- | ----- | ----- | ----- | ----- | ---- | -------- |
| Foros de Salvaterra | 35,62 | 21,07 | 14,38 | 10,62 | 10,23 | 3,10 | 1 808    |
| Glória do Ribatejo  | 46,79 | 21,79 | 5,48  | 15,99 | 3,27  | 2,02 | 1 588    |
| Granho              | 48,84 | 23,26 | 8,46  | 7,82  | 6,55  | 1,06 | 473      |
| Marinhais           | 38,61 | 16,41 | 20,11 | 7,12  | 9,82  | 1,25 | 2 810    |
| Muge                | 56,36 | 11,89 | 10,91 | 7,27  | 6,71  | 1,54 | 715      |
| Salvaterra de Magos | 28,10 | 18,10 | 23,29 | 13,25 | 9,93  | 1,87 | 2 619    |
| Salvaterra de Magos | 38,37 | 18,55 | 16,38 | 10,81 | 8,51  | 1,88 | 10 013   |

### Santarém
| Partido                 | Partido                        | Votos  | %               | +/-   |
| ----------------------- | ------------------------------ | ------ | --------------- | ----- |
|                         | Partido Socialista             | 11 889 | 34,74 / 100,00  | 13,41 |
|                         | Partido Social Democrata       | 9 312  | 27,21 / 100,00  | 2,12  |
|                         | CDS – Partido Popular          | 4 131  | 12,07 / 100,00  | 4,89  |
|                         | Bloco de Esquerda              | 3 795  | 11,09 / 100,00  | 4,83  |
|                         | Coligação Democrática Unitária | 2 791  | 8,16 / 100,00   | 0,30  |
|                         | PCTP/MRPP                      | 387    | 1,13 / 100,00   | 0,37  |
|                         | Outros                         | 714    | 2,07 / 100,00   |       |
| Votos Inválidos         | Votos Inválidos                | 1 204  | 3,52 / 100,00   | 0,50  |
| Total                   | Total                          | 34 223 | 100,00 / 100,00 |       |
| Eleitorado/Participação | Eleitorado/Participação        | 54 441 | 62,86 / 100,00  | 4,79  |

| Freguesia                         | %     | %     | %     | %     | %     | %    | Votantes |
| Freguesia                         | PS    | PSD   | CDS   | BE    | CDU   | PCTP | Votantes |
| --------------------------------- | ----- | ----- | ----- | ----- | ----- | ---- | -------- |
| Abitureiras                       | 45,69 | 27,42 | 9,14  | 7,56  | 4,92  | 1,41 | 569      |
| Abrã                              | 35,33 | 35,98 | 11,35 | 5,51  | 4,38  | 0,97 | 617      |
| Achete                            | 35,73 | 24,64 | 13,96 | 10,57 | 7,08  | 1,23 | 974      |
| Alcanede                          | 26,42 | 39,11 | 17,52 | 6,77  | 3,27  | 0,95 | 2 631    |
| Alcanhões                         | 32,73 | 17,10 | 10,91 | 10,46 | 22,27 | 1,57 | 889      |
| Almoster                          | 44,13 | 16,50 | 9,31  | 10,63 | 13,36 | 1,52 | 988      |
| Amiais de Baixo                   | 51,21 | 23,44 | 7,87  | 3,89  | 7,96  | 1,04 | 1 156    |
| Arneiro das Milhariças            | 45,08 | 23,30 | 7,77  | 8,33  | 8,52  | 1,52 | 528      |
| Azoia de Baixo                    | 20,51 | 32,05 | 12,82 | 10,26 | 16,67 | 0,64 | 156      |
| Azoia de Cima                     | 54,52 | 20,97 | 6,77  | 3,55  | 8,06  | 0    | 310      |
| Casével                           | 37,86 | 24,08 | 10,29 | 11,84 | 6,41  | 2,33 | 515      |
| Gançaria                          | 30,73 | 41,62 | 14,25 | 5,59  | 1,96  | 1,40 | 358      |
| Moçarria                          | 45,08 | 16,01 | 9,69  | 13,36 | 8,22  | 1,62 | 681      |
| Pernes                            | 35,11 | 24,06 | 7,10  | 8,68  | 16,77 | 2,56 | 1 014    |
| Pombalinho                        | 49,56 | 9,91  | 6,41  | 13,12 | 15,45 | 2,04 | 343      |
| Póvoa da Isenta                   | 34,30 | 18,09 | 8,36  | 15,19 | 17,92 | 1,37 | 586      |
| Póvoa de Santarém                 | 41,33 | 23,47 | 10,13 | 9,33  | 7,47  | 0,80 | 375      |
| Romeira                           | 43,24 | 24,82 | 10,07 | 11,06 | 5,65  | 0,74 | 407      |
| Santa Iria da Ribeira de Santarém | 37,77 | 17,10 | 6,76  | 19,09 | 12,13 | 2,19 | 503      |
| Santarém (Marvila)                | 29,91 | 34,35 | 13,02 | 10,86 | 5,88  | 0,56 | 5 523    |
| Santarém (São Nicolau)            | 31,21 | 27,17 | 14,50 | 13,23 | 6,81  | 1,09 | 4 594    |
| Santarém (São Salvador)           | 31,90 | 28,56 | 13,94 | 13,82 | 5,99  | 0,74 | 5 028    |
| São Vicente do Paul               | 37,22 | 21,00 | 9,76  | 10,39 | 11,45 | 2,33 | 943      |
| Tremês                            | 41,84 | 28,50 | 9,61  | 6,79  | 4,47  | 1,74 | 1 207    |
| Vale de Figueira                  | 37,80 | 12,80 | 10,12 | 11,31 | 20,54 | 2,53 | 672      |
| Vale de Santarém                  | 38,26 | 18,78 | 11,58 | 12,86 | 12,93 | 0,84 | 1 555    |
| Vaqueiros                         | 31,22 | 26,83 | 7,32  | 12,20 | 15,61 | 0,98 | 205      |
| Várzea                            | 32,48 | 27,23 | 13,73 | 12,61 | 6,14  | 0,78 | 896      |
| Santarém                          | 34,74 | 27,21 | 12,07 | 11,09 | 8,16  | 1,13 | 34 223   |

### Sardoal
| Partido                 | Partido                        | Votos | %               | +/-   |
| ----------------------- | ------------------------------ | ----- | --------------- | ----- |
|                         | Partido Social Democrata       | 990   | 37,08 / 100,00  | 4,24  |
|                         | Partido Socialista             | 787   | 29,48 / 100,00  | 15,88 |
|                         | CDS – Partido Popular          | 309   | 11,57 / 100,00  | 4,45  |
|                         | Bloco de Esquerda              | 238   | 8,91 / 100,00   | 3,41  |
|                         | Coligação Democrática Unitária | 119   | 4,46 / 100,00   | 1,15  |
|                         | PCTP/MRPP                      | 46    | 1,72 / 100,00   | 0,96  |
|                         | Outros                         | 74    | 2,77 / 100,00   |       |
| Votos Inválidos         | Votos Inválidos                | 107   | 4,01 / 100,00   | 0,30  |
| Total                   | Total                          | 2 670 | 100,00 / 100,00 |       |
| Eleitorado/Participação | Eleitorado/Participação        | 3 673 | 72,69 / 100,00  | 1,64  |

| Freguesia              | %     | %     | %     | %     | %     | %    | Votantes |
| Freguesia              | PSD   | PS    | CDS   | BE    | CDU   | PCTP | Votantes |
| ---------------------- | ----- | ----- | ----- | ----- | ----- | ---- | -------- |
| Alcaravela             | 48,06 | 22,71 | 12,60 | 6,23  | 3,19  | 0,42 | 722      |
| Santiago de Montalegre | 43,52 | 23,15 | 17,13 | 5,09  | 0,93  | 1,39 | 216      |
| Sardoal                | 31,09 | 34,05 | 10,72 | 10,99 | 4,45  | 2,23 | 1 483    |
| Valhascos              | 35,34 | 27,31 | 7,63  | 8,84  | 11,24 | 2,81 | 249      |
| Sardoal                | 37,08 | 29,48 | 11,57 | 8,91  | 4,46  | 1,72 | 2 670    |

### Tomar
| Partido                 | Partido                        | Votos  | %               | +/-   |
| ----------------------- | ------------------------------ | ------ | --------------- | ----- |
|                         | Partido Socialista             | 7 559  | 31,99 / 100,00  | 11,68 |
|                         | Partido Social Democrata       | 7 215  | 30,54 / 100,00  | 0,22  |
|                         | Bloco de Esquerda              | 2 905  | 12,30 / 100,00  | 5,36  |
|                         | CDS – Partido Popular          | 2 708  | 11,46 / 100,00  | 3,83  |
|                         | Coligação Democrática Unitária | 1 359  | 5,75 / 100,00   | 1,17  |
|                         | PCTP/MRPP                      | 305    | 1,29 / 100,00   | 0,47  |
|                         | Outros                         | 550    | 2,32 / 100,00   |       |
| Votos Inválidos         | Votos Inválidos                | 1 026  | 4,34 / 100,00   | 0,24  |
| Total                   | Total                          | 23 627 | 100,00 / 100,00 |       |
| Eleitorado/Participação | Eleitorado/Participação        | 38 641 | 61,14 / 100,00  | 2,98  |

| Freguesia                | %     | %     | %     | %     | %     | %    | Votantes |
| Freguesia                | PS    | PSD   | BE    | CDS   | CDU   | PCTP | Votantes |
| ------------------------ | ----- | ----- | ----- | ----- | ----- | ---- | -------- |
| Além da Ribeira          | 44,82 | 21,71 | 10,36 | 7,17  | 4,58  | 1,59 | 502      |
| Alviobeira               | 36,68 | 34,04 | 10,03 | 8,18  | 1,85  | 1,58 | 379      |
| Asseiceira               | 41,15 | 20,89 | 15,14 | 10,24 | 5,41  | 1,42 | 1 757    |
| Beselga                  | 31,78 | 28,39 | 14,62 | 11,23 | 6,36  | 1,27 | 472      |
| Carregueiros             | 26,58 | 30,40 | 13,36 | 12,78 | 9,25  | 1,47 | 681      |
| Casais                   | 31,47 | 33,18 | 8,35  | 12,68 | 4,55  | 1,27 | 1 341    |
| Junceira                 | 23,29 | 41,97 | 6,02  | 17,07 | 3,01  | 1,00 | 498      |
| Madalena                 | 38,63 | 22,39 | 14,36 | 8,95  | 7,81  | 1,42 | 1 755    |
| Olalhas                  | 21,41 | 48,43 | 5,49  | 14,13 | 1,57  | 0,90 | 892      |
| Paialvo                  | 33,64 | 21,71 | 13,93 | 10,29 | 11,14 | 2,57 | 1 400    |
| Pedreira                 | 31,78 | 39,53 | 6,72  | 5,94  | 8,01  | 2,58 | 387      |
| Sabacheira               | 41,72 | 29,55 | 7,31  | 9,58  | 5,03  | 1,14 | 616      |
| Santa Maria dos Olivais  | 29,31 | 32,24 | 13,59 | 12,01 | 5,41  | 1,02 | 7 042    |
| São Pedro de Tomar       | 33,02 | 24,91 | 14,35 | 11,90 | 6,65  | 1,81 | 1 714    |
| Serra                    | 18,70 | 49,49 | 6,23  | 12,21 | 3,94  | 0,76 | 786      |
| Tomar (São João Batista) | 32,48 | 31,28 | 12,57 | 12,07 | 4,99  | 0,97 | 3 405    |
| Tomar                    | 31,99 | 30,54 | 12,30 | 11,46 | 5,75  | 1,29 | 23 627   |

### Torres Novas
| Partido                 | Partido                        | Votos  | %               | +/-   |
| ----------------------- | ------------------------------ | ------ | --------------- | ----- |
|                         | Partido Socialista             | 7 118  | 34,48 / 100,00  | 14,07 |
|                         | Partido Social Democrata       | 4 862  | 23,56 / 100,00  | 0,01  |
|                         | Bloco de Esquerda              | 3 237  | 15,68 / 100,00  | 6,96  |
|                         | Coligação Democrática Unitária | 2 015  | 9,76 / 100,00   | 1,26  |
|                         | CDS – Partido Popular          | 1 933  | 9,36 / 100,00   | 4,17  |
|                         | PCTP/MRPP                      | 285    | 1,38 / 100,00   | 0,46  |
|                         | Outros                         | 454    | 2,19 / 100,00   |       |
| Votos Inválidos         | Votos Inválidos                | 737    | 3,57 / 100,00   | 0,49  |
| Total                   | Total                          | 20 641 | 100,00 / 100,00 |       |
| Eleitorado/Participação | Eleitorado/Participação        | 32 905 | 62,73 / 100,00  | 5,12  |

| Freguesia                  | %     | %     | %     | %     | %     | %    | Votantes |
| Freguesia                  | PS    | PSD   | BE    | CDU   | CDS   | PCTP | Votantes |
| -------------------------- | ----- | ----- | ----- | ----- | ----- | ---- | -------- |
| Alcorochel                 | 39,37 | 20,53 | 16,91 | 7,97  | 6,76  | 1,21 | 414      |
| Assentiz                   | 40,37 | 29,58 | 10,00 | 4,92  | 7,72  | 1,69 | 1 890    |
| Brogueira                  | 40,16 | 14,73 | 13,80 | 15,66 | 8,06  | 1,71 | 645      |
| Chancelaria                | 26,60 | 40,04 | 11,99 | 3,48  | 9,57  | 0,77 | 1 034    |
| Lapas                      | 35,67 | 15,18 | 15,76 | 16,73 | 8,41  | 2,04 | 1 225    |
| Meia Via                   | 34,76 | 21,18 | 18,50 | 8,88  | 8,13  | 1,39 | 935      |
| Olaia                      | 35,72 | 19,58 | 15,57 | 11,84 | 10,51 | 1,05 | 1 047    |
| Paço                       | 34,67 | 26,00 | 13,33 | 7,56  | 8,89  | 2,00 | 450      |
| Parceiros de Igreja        | 46,34 | 25,82 | 10,81 | 5,13  | 6,59  | 0,92 | 546      |
| Pedrógão                   | 34,34 | 23,52 | 14,02 | 10,16 | 10,00 | 1,64 | 1 220    |
| Riachos                    | 32,10 | 17,37 | 21,19 | 12,89 | 8,85  | 2,17 | 2 723    |
| Ribeira Branca             | 25,83 | 10,66 | 24,41 | 22,27 | 8,53  | 1,90 | 422      |
| Torres Novas (Salvador)    | 31,73 | 32,40 | 13,46 | 6,35  | 10,48 | 0,87 | 1 040    |
| Torres Novas (Santa Maria) | 33,01 | 24,86 | 15,23 | 8,14  | 11,79 | 0,90 | 2 554    |
| Torres Novas (Santiago)    | 34,02 | 25,04 | 15,37 | 10,02 | 9,67  | 1,55 | 579      |
| Torres Novas (São Pedro)   | 34,16 | 24,22 | 16,56 | 9,10  | 10,19 | 0,75 | 3 328    |
| Zibreira                   | 34,63 | 22,75 | 16,47 | 12,56 | 6,62  | 2,21 | 589      |
| Torres Novas               | 34,48 | 23,56 | 15,68 | 9,76  | 9,36  | 1,38 | 20 641   |

### Vila Nova da Barquinha
| Partido                 | Partido                        | Votos | %               | +/-   |
| ----------------------- | ------------------------------ | ----- | --------------- | ----- |
|                         | Partido Socialista             | 1 533 | 37,06 / 100,00  | 15,04 |
|                         | Partido Social Democrata       | 856   | 20,69 / 100,00  | 1,19  |
|                         | Bloco de Esquerda              | 587   | 14,19 / 100,00  | 6,67  |
|                         | CDS – Partido Popular          | 434   | 10,49 / 100,00  | 3,55  |
|                         | Coligação Democrática Unitária | 423   | 10,22 / 100,00  | 1,67  |
|                         | PCTP/MRPP                      | 81    | 1,96 / 100,00   | 0,65  |
|                         | Outros                         | 116   | 2,81 / 100,00   |       |
| Votos Inválidos         | Votos Inválidos                | 107   | 2,59 / 100,00   | 0,17  |
| Total                   | Total                          | 4 137 | 100,00 / 100,00 |       |
| Eleitorado/Participação | Eleitorado/Participação        | 6 649 | 62,22 / 100,00  | 3,23  |

| Freguesia              | %     | %     | %     | %     | %     | %    | Votantes |
| Freguesia              | PS    | PSD   | BE    | CDS   | CDU   | PCTP | Votantes |
| ---------------------- | ----- | ----- | ----- | ----- | ----- | ---- | -------- |
| Atalaia                | 38,50 | 16,21 | 14,39 | 10,33 | 12,46 | 2,23 | 987      |
| Moita do Norte         | 35,38 | 19,06 | 14,10 | 11,37 | 13,68 | 1,54 | 1 170    |
| Praia do Ribatejo      | 36,23 | 23,99 | 12,83 | 10,46 | 7,31  | 2,37 | 1 013    |
| Tancos                 | 48,28 | 15,52 | 17,24 | 6,32  | 6,32  | 1,15 | 174      |
| Vila Nova da Barquinha | 36,32 | 25,60 | 15,13 | 6,94  | 10,34 | 1,89 | 793      |
| Vila Nova da Barquinha | 37,06 | 20,69 | 14,19 | 10,49 | 10,22 | 1,96 | 4 137    |